# 南伯灵顿 (佛蒙特州)
南伯靈頓（英語：South Burlington）是美国佛蒙特州奇滕登县的一個城市，位於尚普蘭湖畔、伯靈頓東南。面積76.7平方公里。2000年人口15,814人，是該州第三大城市。
1865年設鎮，1971年設市。